# Nesopatasson flavidus
Nesopatasson flavidus är en stekelart som beskrevs av Valentine 1971. Nesopatasson flavidus ingår i släktet Nesopatasson och familjen dvärgsteklar. Inga underarter finns listade i Catalogue of Life.